# Chateau Montelena
Le Château Montelena est une propriété viticole renommée de la Napa Valley, notamment grâce au fait qu'elle ait remporté la sélection des vins blancs du fameux Jugement de Paris. Le Chardonnay du Château Montelena était en compétition à l'aveugle avec neuf autres vins français et californiens. Les onze juges ont attribué les meilleures notes au Chardonnay du Château Montelena et à la Chalone Winery, un autre producteur viticole californien. Une version fictive de la victoire du Chateau Montelena est représenté dans le film Bottle Shock sorti en 2008.

## Histoire

### Alfred L. Tubbs
En 1882, l'entrepreneur Alfred L. Tubbs achète 103 ha de terre au nord de Calistoga au pied du Mont Saint Helena. Tubbs a fait fortune dans le commerce des cordes durant la période de la ruée vers l'or et connaissait alors la région grâce à une visite à la station balnéaire White Sulphur Springs Resort qui se situait à proximité. Il planta alors ses vignes, et en 1896 le Chateau Montelena devint la septième propriété viticole en termes de grandeur de la Napa Valley.

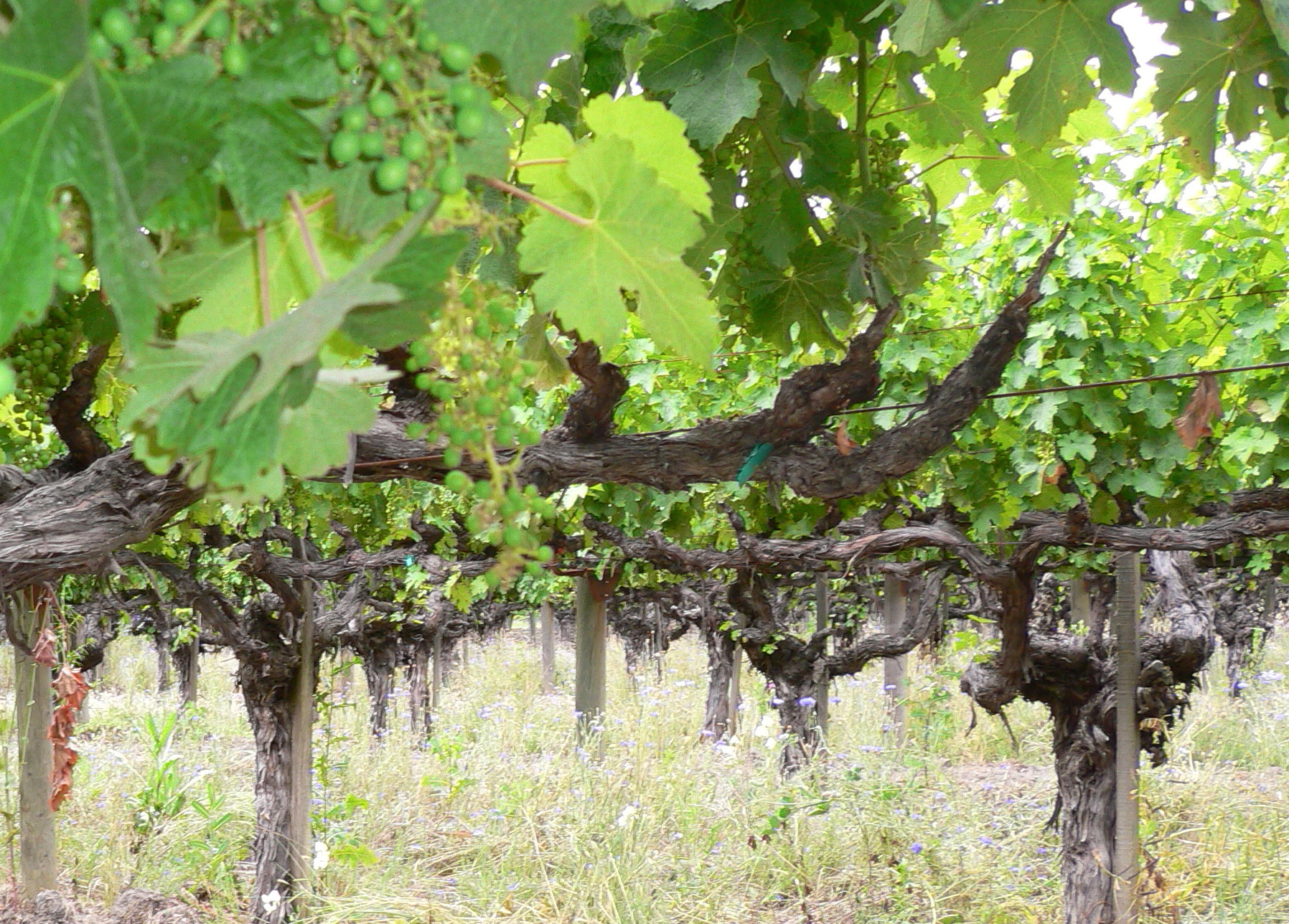
Les vignes de Cabernet sauvignon du Château Montelena.

Avec le début de la prohibition aux Etats-Unis, le Château Montelena a cessé de produire du vin et Tubbs a simplement vendu ses raisins sans en mettre en bouteille. En 1958, la famille Tubbs a vendu le Château à Yort Wing Frank, ingénieur électrique chinois, et à sa femme Jeanie, qui était alors à la recherche d'une maison de retraite. La famille Frank a créé un jardin dans le style de leur pays d'origine et y ont creusé le lac de Jade. Le jardin chinois est un lieu populaire pour les pique-niques même si son accès est désormais limité aux membres du club du Château.

### Lee et Helen Paschich
En 1968, Lee et Helen Paschich achètent la propriété et font appel à l'avocat James L. Barret ainsi qu'au promoteur immobilier Ernest Hahn pour être leurs partenaires. Barret replante le vignoble et installe des équipements de vinification dans les bâtiments historiques du château. En 1972, ce dernier recommence à faire du vin avec Mike Grgich qui organise la cave et est alors employé comme viticulteur. Quatre ans plus tard, le Chardonnay 1973 du Château Montelena gagne la première place parmi les chardonnays et les blancs de Bourgogne présentés durant la compétition de vin du Jugement de Paris. Une bouteille de ce millésime se trouve au Smithsonian National Museum of American History.
En 2004, le Château Montelena a fait l'objet d'allégations venant de James Laube du Wine Spectator selon lesquelles les vins avaient un goût de bouchon. À la suite de la confirmation d'une analyse effectuée en laboratoire indépendant, Jim Barrett a annoncé prendre des mesures pour éliminer la présence de 2,4,5-trichloroanisole dans le chai de Montelena,.

### Salle de dégustation de San Francisco
Depuis la fin 2011, le Château Montelena a installé une salle de dégustation au sein de l'hôtel Westin Saint Francis, à Union Square de San Francisco.

### Vente du domaine annulée
En juillet 2008, Michel Reybier, propriétaire du domaine bordelais château Cos d'Estournel, rachète le Château Montelena à Jim et Bo Barrett pour une somme qui ne fut pas divulguée, une transaction que Robert Parker décrira comme « l'une des plus grandes histoires de mes 30 dernières années dans le domaine du vin ». Un comité exécutif,, composé de Bo Barrett, du directeur général Greg Ralston et de l'œnologue de Cos d'Estournel, Dominique Arangoits, avec Jean-Guillaume Prats, directeur général de Cos d'Estournel comme président, a été mis en place pour superviser le millésime 2008, avec une stratégie future visant à développer la marque et à replanter 75 % des vignobles. Cependant, en novembre 2008, l'accord fut annulé,. La résiliation de cette transaction par le Château Montelena était due au fait que Reybier Investments n'avait alors pas été en mesure de remplir ses obligations.